# Les sculpteurs Rigolos
Les sculpteurs Rigolos è un cortometraggio del 1911 diretto da André Heuzé.